# عضلة عانية
العَضلة العانِيّة  (باللاتينية: Pectineus Muscle) هي عضلة من عَضلات الطَرف السُفلي لِجسم الإنسان. وهي عضلة مفلطحة (مسطحة) ذات زوايا قائمة.

## المَنشأ
تَنشأ العَضلة من الفِرع العُلوي لِعَظم العانة.

## المَغرس
ترتكز العَضلة العانيّة في الخط العاني لعظم الفخذ.

## العَصب
يَتصل بِها العَصب الفَخذي وأحياناً يتصل بها أيضاً العَصَب السِدادِي.

## الحَركة
تَعمل بِشكل أَساسي على ثَني وَتقريب الفَخذ عند مِفصل الوَرك.

## صور إضافية

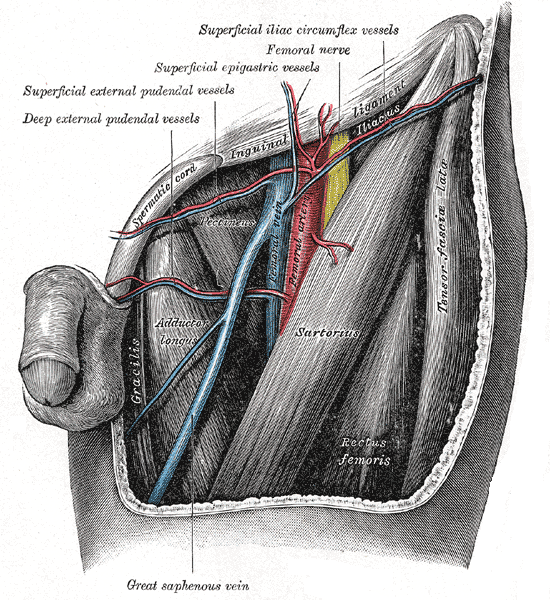
العضلة العانِية بجانب الوَريد الظاهِر باللون الأزرق.
تدوير ثلاثي الأبعاد ، العضلة العانِية مبينة باللون الأحمر.
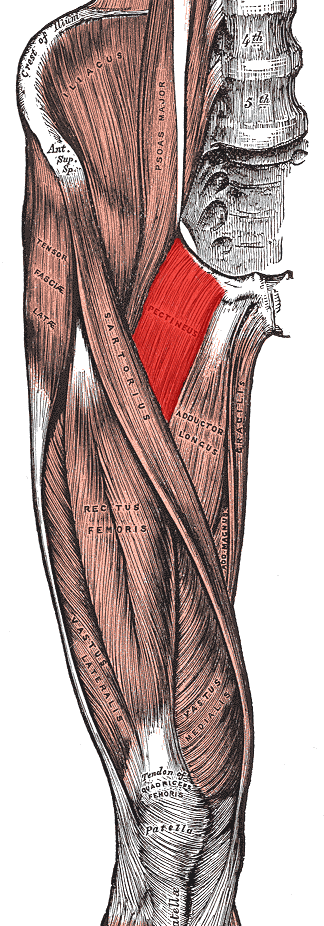
العضلة العانِية.
- العضلة العانِية مبينة باللون الأحمر.
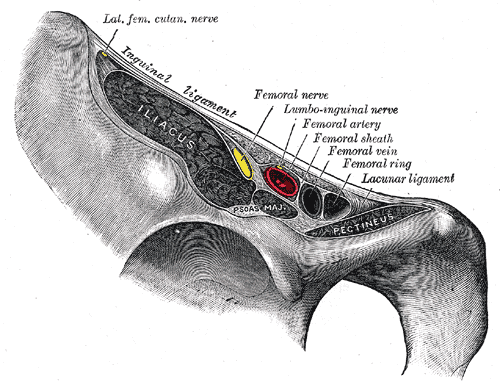
العضلة العانيّة في أسفل اليمين.